# 吳敦厚
吳敦厚（1924年1月15日—2017年1月30日），中華民國傳統燈籠工藝家
、燈藝師、彰化縣鹿港鎮吳敦厚燈籠舖的創辦人。吳敦厚以其手工彩繪燈籠作品聞名，被譽為「文化國寶」。

## 生平

### 早年生涯
1924年1月15日，吳敦厚誕生於台中州彰化郡鹿港街（今 彰化縣鹿港鎮）的不見天街。幼時，吳敦厚的繪畫天份就已顯露無遺。1933年，吳敦厚進入鹿港第二公學校（今 彰化縣立文開國民小學）就讀；在就讀期間，他的畫作屢遭老師誇獎，並經常被公布為示範。1938年，吳敦厚失去聽力。此後，他開始努力學習技能以自力更生；他先是前往臺東大姊夫家裡學習商業技能。後來，他返回鹿港，並以五毛錢作資本在今中山路312號一帶開設「吳敦厚商店」；當時，他委請於鹿港第二公學校擔任教職的長兄從日本進口飛機模型組合玩具、文具及紙張等教學用品，並獲得相當利潤。戰後，他開始製作並販售金紙、銀紙、葫蘆問、木屑木偶、日月貝彩繪及其他童玩和花燈，然而，生意大不如前。期間，他曾投資於「一新理髮服務社」，並將積蓄完全賠光，為此，他開始另尋出路。

### 開始燈籠事業
由於聽力幾乎喪失，他遍尋不得工作。當時，鹿港街上有一戶世代專製燈籠的王姓人家，其燈籠彩繪手藝吸引了他的注意力。在那技藝不傳外人的年代，吳敦厚以從旁觀察的方式學習。此外，生活於傳統文化宗教元素豐富的鹿港地區，他經常可以在許多閩南、福建來的老師傅為廟門彩繪時仔細觀察。
1940年，吳敦厚成立「吳敦厚燈籠舖」。
1949年，他的長兄遷居臺中，吳敦厚開始承擔起照顧父母的責任。1950年，他的父親逝世，家中經濟重擔開始由他一肩挑起。1950年11月10日，他與梁粉結婚，婚後育有五男一女，一家九口的生計全靠他一個個手工紮出的燈籠支持。

### 成名
當時，吳敦厚因為聽力不佳，店務往往由母親及妻子協助處理；他主要負責專心製作燈籠。由於他的作品作工紮實且色彩鮮明，在口耳相傳之下，他的工藝名聲逐漸傳開。1980年，前總統嚴家淦特地向他訂購燈籠作為贈送外國使節的禮物。1981年，他接受委託在國聯工業白蘭洗衣粉廣告中擔任「民俗藝人」主角，廣告播出後，「白蘭爺爺」的封號開始不脛而走。1982年，行政院新聞局製作「中華文物國寶與藝人」專輯，吳敦厚與他的作品一同入鏡，此後他的手藝開始被傳揚開來；同年，索忍尼辛以「反共文學義士」之名至臺灣訪問時，特地前往他的店舖參訪。1988年前後，林衡道大力薦舉吳敦厚參加教育部「第四屆國家民族藝術薪傳獎」選拔，並榮獲第四屆民族藝術薪傳獎「民族工藝類—民俗燈籠」獎項。獲頒薪傳獎後，吳敦厚名聲大噪，邀約不斷，其作品開始經常於臺灣各地巡迴參展。

### 晚年
2000年代，吳敦厚進行了心導管手術，膝關節也出了一些問題，因此開始減少接受委託製作燈籠；同時，他最小的兒子吳怡德開始準備接掌燈籠舖的事業。
2017年1月30日，吳敦厚於鹿港自宅安詳辭世。
2017年2月19日，文化部部長鄭麗君、彰化縣長魏明谷等相關官員前往公祭現場致意並頒贈褒揚令；同時，文化資產局局長施國隆、臺灣工藝研究發展中心主任許耿修、彰化縣文化局局長陳文彬、鹿港鎮長黃振彥為其棺槨覆上中華民國國旗。

## 作品

### 流派
福州式燈籠、泉州式燈籠、日本式燈籠等。

### 代表作品
- 鹿港天后宮凌霄寶殿大燈 （1969年）
- 龍王燈（1970年起）
- 彰化縣全臺粘氏祠堂宗祠大燈（ 1972年）
- 菲律賓世界臨濮施氏宗祠宗祠大燈 （1975年）
- 臺中市全國大飯店紅綢迎賓燈（1980年）
- 臺北市全臺讓德堂吳氏大宗祠大燈（1981年）
- 美國在臺協會麻姑祝壽（1982年）
- 鹿耳門聖母廟聖母廟大燈 （1983年）
- 板橋林家園邸宗祠燈 （1984年）
- 苗栗順義宮靈猴獻瑞 （1992年）
- 佛光山千禧彩繪龍燈 （2000年）[11]
- 大甲鎮瀾宮12生肖彩燈 （2004年）
- 大甲鎮瀾宮聖母殿龍燈 （2005年）
- 鹿港龍山寺上樑燈 （2005年）

### 作品引用
- 第一一二二期愛國獎券（1982年）
- 交通部郵政總局「中華傳統工藝郵票」之郵票、首日封、原圖明信片、紀念郵戳（1993年）

## 參展
- 首屆臺北元宵燈會（1990年2月）
- 臺北力霸百貨公司「一場關於紙的演出」個人作品展覽（1990年3月）
- 薪傳獎工藝大師聯展（1991年2月）
- 臺灣國際傳統工藝大展（1993年1月）
- 吳敦厚先生燈籠彩繪全省巡迴展覽（1993年2月）
- 首屆海峽書畫藝術展（1993年3月）
- 臺灣工藝傳承與新貌展（1993年6月）
- 國立手工藝研究所「吳敦厚大師民俗燈籠展」（1993年7月）
- 海峽兩岸名家書畫作品大展（1996年8月）
- 美國紐約中華新聞文化中心－臺北藝廊中國春節特展（1998年）
- 法國巴黎中華新聞文化中心－臺北藝廊中國春節特展（2000年）
- 兩岸傳統花燈聯展（2001年）
- 總統府文化傳藝迎春臺灣特展系列（2006年）
- 鹿港魯班公宴（2008年、2009年）[12]
- 2021年，吳敦厚與藍永旗、蕭在淦、林健兒、林玉珠 (燈藝師)、張秀琴、顏三泰、莊雅婷 (燈藝師)、王耀瑞等燈藝師在竹美館舉辦燈藝風華花燈展覽[13]

## 事蹟
- 1982年，索忍尼辛前往臺灣訪問時專程拜訪他的店鋪。[14]
- 2015年，吳敦厚特地為總統競選人蔡英文製作其工藝生涯第一個卡通人物燈籠。[15]

## 媒體
- 行政院新聞局海外宣導國情廣告《THE SONG OF FORMOSA》（1992年）
- 日本亞細亞航空公司《鹿港．老街之旅》（2005年）
- 白蘭洗衣粉廣告（1981年）
- 臺灣五十鈴「福豹汽車」廣告（1996年）
- 臺灣菸酒公司臺灣啤酒形象廣告「精彩的一天」篇（2006年）

## 榮譽
- 全國好人好事代表（1959年）
- 全國孝行楷模（1978年）
- 民族藝術薪傳獎 （1988年）
- 國立臺灣工藝研究所工藝之家（2004年）

- 獲李登輝總統頒贈「技藝超群」及「巧藝傳薪」匾額
- 獲陳水扁總統頒贈「詣極登峰」中堂書法作品

## 外部鏈結
- 吳敦厚燈舖（页面存档备份，存于）
- 吳敦厚專訪紀錄
- 吳敦厚薪傳一生 - 八庄大道公